# Wagon z Compiègne

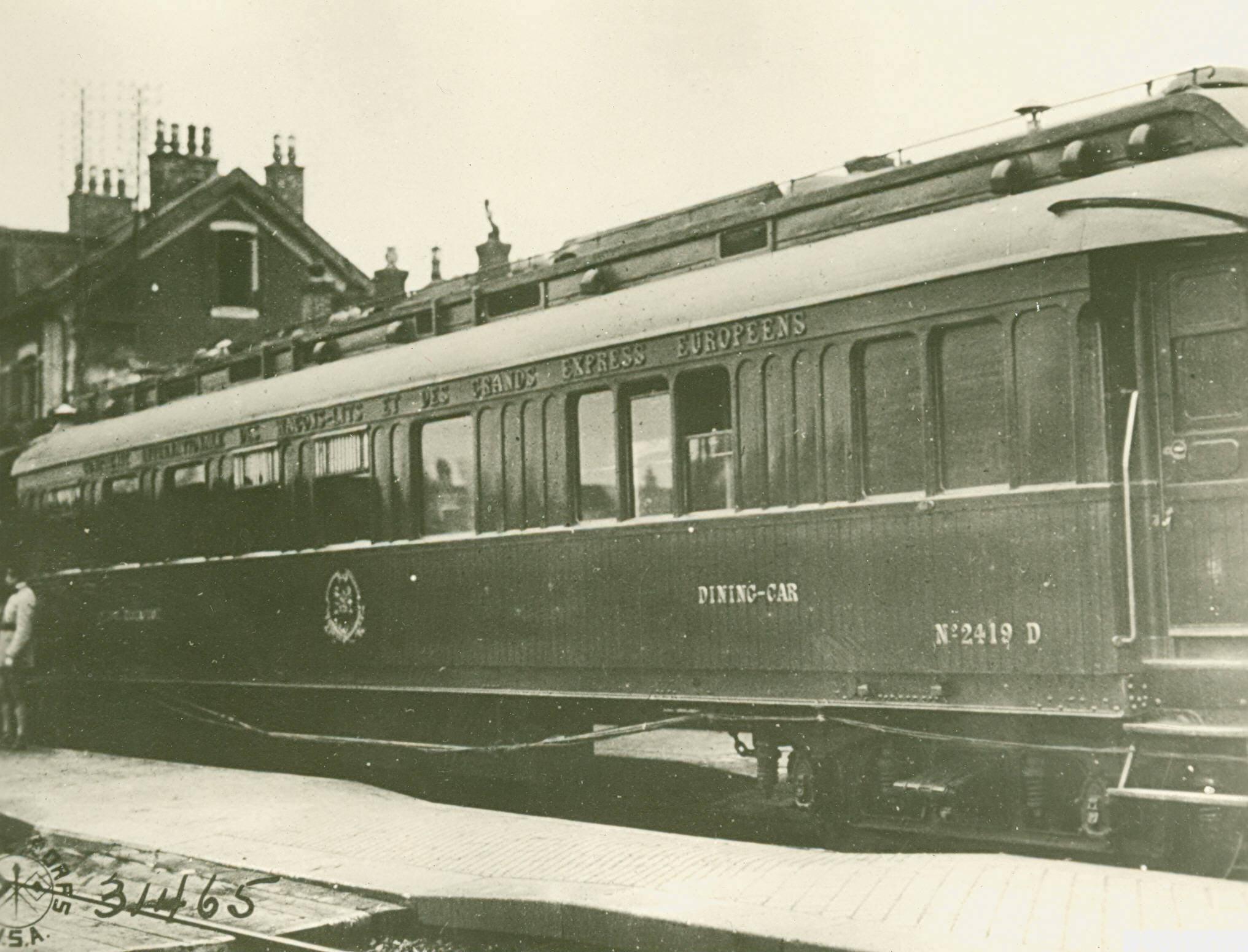
Wagon w 1918 roku

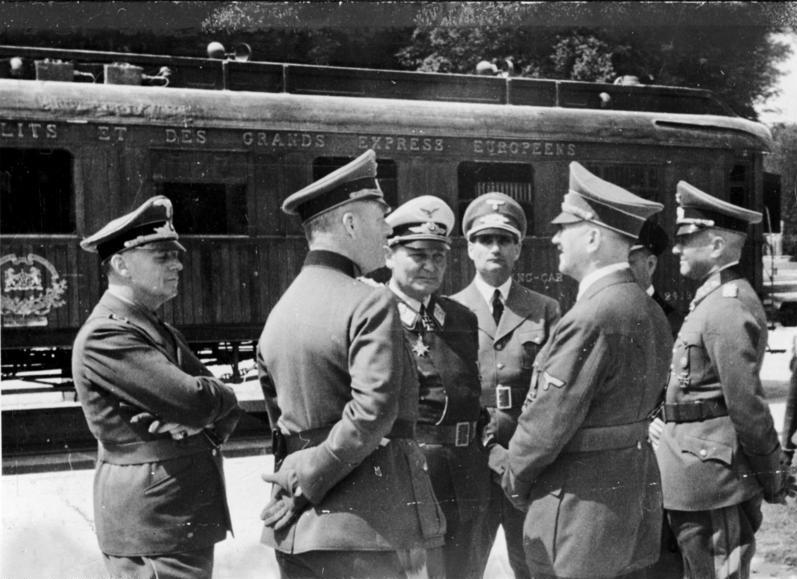
Joachim von Ribbentrop, Wilhelm Keitel, Hermann Göring, Rudolf Heß, Adolf Hitler, Erich Raeder i Walther von Brauchitsch przed wagonem w 1940

Wagon z Compiègne (fr. Wagon de l’Armistice) – wagon kolejowy, w którym podpisano pierwszy oraz drugi rozejm w Compiègne.

## Historia
Wagon został zbudowany w warsztatach Saint-Denis jako restauracyjny i w tej roli był używany do sierpnia 1918 roku. W październiku 1918 roku został przebudowany na wagon salonkę marszałka Ferdinanda Focha, który 11 listopada 1918 roku razem z niemieckim ministrem bez teki Matthiasem Erzbergerem ratyfikował w nim zawieszenie broni na froncie zachodnim.
Po podpisaniu pierwszego rozejmu w Lesie Compiègne, wagon powrócił do CIWLT, gdzie był używany do 1921 roku, kiedy to został przekazany Musée de l’Armée i był wystawiony na placu Inwalidów w Paryżu w latach 1921–1927.
Po całkowitej klęsce Francji w kampanii francuskiej, Niemcy odnaleźli wagon i zmusili pokonanych do podpisania rozejmu właśnie w nim, co uwypuklało fakt, jak bardzo odwróciły się role względem pierwszego rozejmu. Minęło tylko jedno pokolenie, więc nie brakowało ludzi pamiętających 1918 rok. 22 czerwca 1940 roku w wagonie podpisano rozejm francusko-niemiecki, po czym został on przebazowany do Berlina, jako wyjątkowo cenna zdobycz wojenna oddziałująca na morale Niemców i symbol przewagi nad Francją. Stanął przed Berlińską Katedrą jako pomnik zwycięstwa.
W 1944 roku przebazowano go w rejon Crawinkel, gdzie stacjonował w specjalnie zbudowanym tunelu. Podejrzewa się, iż został on zniszczony podczas alianckiego nalotu na miasto Ohrdruf w 1944 roku, lub spalony przez SS w roku 1945.
Istnieje niepotwierdzona teoria, że rama wagonu prawdopodobnie przetrwała pożar i wagon został odbudowany pod koniec lat czterdziestych jako wagon roboczy. Został ponownie przebudowany w 1970 i używany jako wagon zakładowy w Weichenwerk Gotha. Był nazywany kanapą ze względu na jego miękkie zawieszenie. Jedynym wskazaniem pochodzenia były odlane litery na maźnicach wagonu. Po wypadku miał zostać zezłomowany w 1986 roku.